# Lomaspilis mediofasciata
Lomaspilis mediofasciata är en fjärilsart som beskrevs av Höfner 1899. Lomaspilis mediofasciata ingår i släktet Lomaspilis och familjen mätare. Inga underarter finns listade i Catalogue of Life.